# 圣于连达斯
圣于连达斯（法語：Saint-Julien-d'Asse，法語發音：[sɛ̃ ʒyljɛ̃ das]）是法国上普罗旺斯阿尔卑斯省的一个市镇，属于迪涅莱班区。

## 地理
圣于连达斯（43°55'2"N, 6°5'39"E）面积25.6 平方千米，位于法国普罗旺斯-阿尔卑斯-蓝色海岸大区上普罗旺斯阿尔卑斯省，该省份为法国东南部内陆省份，北起上阿尔卑斯省，西接沃克吕兹省，西北接德龙省，南至瓦尔省，东临滨海阿尔卑斯省，东北部与意大利接壤。
与圣于连达斯接壤的市镇（或旧市镇、城区）包括：布拉达斯、布吕内、昂特勒韦讷、皮穆瓦松、圣让内。

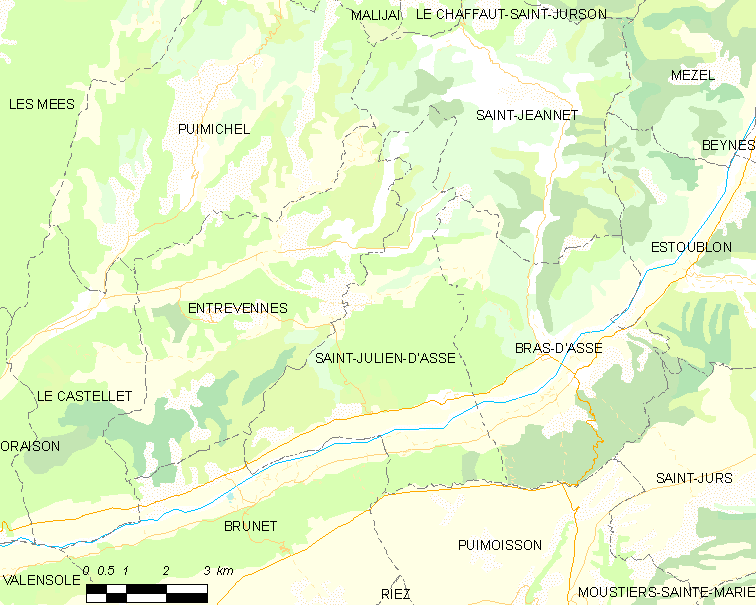
圣于连达斯的OSM定位图

圣于连达斯的时区为UTC+01:00、UTC+02:00（夏令时）。

## 行政
圣于连达斯的邮政编码为04270，INSEE市镇编码为04182。

## 政治
圣于连达斯所属的省级选区为里耶兹县。

## 人口

1962-2008年间圣于连达斯人口变化图示

圣于连达斯于2022年1月1日时的人口数量为226人。